# Huberia espiritosantensis
Huberia espiritosantensis är en tvåhjärtbladig växtart som beskrevs av José Fernando Andrade Baumgratz. Huberia espiritosantensis ingår i släktet Huberia och familjen Melastomataceae. Inga underarter finns listade i Catalogue of Life.